# Znanstvenofantastični film
Znanstvenofantastični film (ZF film) jest filmski žanr, podvrsta širega žanra fantastike, u kojem se opisuju nepoznati i zamišljeni svjetovi te mogući fenomeni koje barem zasad znanost nije verificirala, ali imaju znanstvene temelje ili mogućnost da s vremenom budu prihvaćeni ili otkriveni. U tome žanru filmova prikazuje se i mogući budući događaji i razvojni procesi koji se u filmovima tog žanra prikazuju kao stvarni i postojeći. Većina takvih filmova ima za temu evolucijsku budućnost čovječanstva ili ostvarenje susreta s izvanzemaljskim civilizacijama ili paralelnim svemirima. Znanstvenofantastični filmovi temelje se na suprotstavljanju mogućih, ali marginalnih i znanstveno nepotvrđenih hipoteza sa znanstveno verificiranim i poznatim činjenicama, a svoje hipoteze izvode iz prirodnih znanosti (astronomija, biologija, fizika, kibernetika, medicina) i društvenih znanosti (arheologija, parapsihologija, psihologija, sociologija).

## Požanrovi znanstvenofantastičnog filma
- svemirska saga - podžanr ZF filma u kojem dominiraju međuzvjezdani ratovi, melodramatične pustolovine, rizik i viteštvo (2001.: Odiseja u svemiru (1968.), Zvjezdani Ratovi: Epizoda IV Nova Nada (1977.), Osmi putnik (1979.), Zvjezdane staze: Film (1979.), Zvjezdani Ratovi: Epizoda V Imperij Uzvraća Udarac (1980.), Flash Gordon (1980.), Zvjezdane staze 2: Khanov bijes (1982.), Zvjezdani Ratovi: Epizoda VI Povratak Jedija (1983.), Zvjezdane staze 3: Potraga za Spockom (1984.), Zvjezdane staze 4: Putovanje kući (1986.), Zvjezdane staze 8: Prvi kontakt (1996.), Avatar (2009.), Prometej (2012.), Čuvari galaksije (2014.), Valerian i grad tisuću planeta (2017.))
- utopijski film - utopijski i distopijski filmovi smješteni u budućnost koji prikazuju društvakoja su postigla potpunu ravnotežu i sklad ili društva koja su pala u sukobe i kaos  (Zabranjeni planet (1956.), Pobješnjeli Max 3: Thunderdome (1985.), Totalni opoziv (1990.), Trumanov show (1998.), Razbijač (1993.), Gattaca (1997.), Specijalni izvještaj (2002.), Ja, robot (2004.), Gamer (2009.), Igre gladi (2012.), Elysium (2013.))
- vremeplovni ZF film - filmovi o putovanju kroz vrijeme unatrag i unaprijed, koji osim putovanja kroz vrijeme, ponekad uključuju i putovanje kroz prostor (Vremeplov, Planet majmuna (1968.), Terminator (1984.), serijal Povratak u budućnost, Bill & Ted's Excellent Adventure (1989.), Terminator 2: Sudnji dan (1991.), Beskrajni dan (1993.), Vremenski policajac (1994.), Trči Lola trči (1998.), Prava frekvencija (2000.), Od klinke do komada (2004.), Kuća na jezeru (2006.), Idioti budućnosti (2006.), Žena vremenskog putnika (2009.), Izvorni kod (2011.), Looper (2012.), Interstellar (2014.), Na rubu budućnosti (2014.), Lucy (2014.), Doktor Strange (2016.))
- postapokaliptični ZF film - filmovi koji za temu imaju veliku globalnu katastrofu i obrađuju njen trenutak ili događaje koji slijede po okončanju katastrofe prikazujući novi svijet koji se izdiže iz kaosa i propasti staroga (Pobješnjeli Max (1979.), Bijeg iz New Yorka (1981.), Dan živih mrtvaca (1985.), Dvanaest majmuna (1995.), Vodeni svijet (1995.), Poštar (1997.), Matrix (1999.), 28 dana kasnije (2002.), Dan poslije sutra (2004.), Djeca čovječanstva (2006.), Ja sam legenda (2007.), Dobrodošli u zemlju zombija (2009.), Knjiga iskupljenja (2010.), Mjesto tišine (2018.))

## Povijest znanstvenofantastičnog filmskog žanra
Prvim filmom žanra znanstvene fantastike može se smatrati kratki francuski crno-bijeli nijemi film Put na Mjesec (Voyage dans la lune, 1902.), dok je najpoznatiji rani film žanra njemački crno-bijeli nijemi film Metropolis (1927.). Na razvoj filmskog žanra ZF-a utjecala su književna djela iz žanra znanstvene fantastike, čiju su najutjecajniji predstavnici bili Jules Verne (1828. – 1905.), Herbert George Wells (1866. – 1946.), Robert A. Heinlein (1907. – 1988.), Arthur C. Clarke (1917. – 2008.), Isaac Asimov (1920. – 1992.), Philip K. Dick (1928. – 1982.), William Gibson (r. 1948.) i drugi.
U ranom razdoblju žanra najveći doprinos daje njemačka kinematografija filmovima Golem (1914.), Henrika Galeena i Paula Wegenera, Homunculus (1916.), Otta Ripperta, Kabinet doktora Caligarija (1919.), Roberta Wienea i Doktor Mabuse kockar (1922.), Fritza Langa, uz njegov spomenuti film Metropolis (1927.).
Tijekom 1930-ih dolazi do stagnacije ZF žanra, a elementi znanstvene fantastike uglavnom se pojavljuju u filmovima strave, naročito o onima o čudovištima (npr. Frankenstein). Tek poslije Drugog svjetskog rata, naročito od početka 1950-ih započinje procvat ZF filma, čemu je doprinijela atmosfera nuklearne opasnosti i hladnog rata, zbog čega je česta tema filmova žanra invazija planeta Zemlje od strane izvanzemaljaca iz svemira (Dan kad je Zemlja stala (1951.), Sudar svjetova (1951.), Rat svjetova (1953.), Napadači s Marsa (1953.)), Invazija tjelokradica (1956.)).
Od polovice 1960-ih nastupa nova faza u razvoju znanstvenofantastičnih filmova kada se bilježe politički angažirani i visokobudžetni ZF filmovi, a prevladavaju svemirske teme. Gotovo cijelim desetljećem dominira redatelj Stanley Kubrick (1928. – 1999.) filmovima Doktor Strangelove (1964.) s temom nuklearnog rata, 2001.: Odiseja u svemiru (1968.), kultnim filmom koji prezentira suvremena shvaćanja fizike o vremenu i prostoru te Paklena naranča (1971.), u kojem prikazuje represivno društvo budućnosti. U tom razdoblju filmovi su često ekranizacija najutjecajnijih pisaca znanstvene fantastike, poput Raya Bradbaryja (1920. – 2012.), Anthonyja Burgessa (1917. – 1993.), Arthura C. Clarkea (1917. – 2008.) i Michaela Crichtona (1942. – 2008.).
Krajem 1970-ih nastaje nekoliko značajnih i utjecajnih filmova s područja znanstvene fantastike, poput filmova Bliski susreti treće vrste (1977.), Stevena Spielberga, Zvjezdani Ratovi: Epizoda IV Nova Nada (1977.), Georgea Lucasa, Zvjezdane staze: Film (1979.), Roberta Wisea i Osmi putnik (1979.), Ridleyja Scotta. Razvitak elektronike omogućio je stvaranje znatno boljih specijalnih efekata, što je pridonijelo povećanju spektakularnosti i popularnosti žanra.
Trend snimanja uspješnih i značajnih ZF filmova nastavio se i tijekom 1980-ih godina kada je nastao niz popularnih filmova iz žanra. Neki filmovi tog razdoblja sve više pokazuju naznake preklapanja žanrova, tako da primjerice spajaju žanr ZF filma s žanrovima akcijskom ili horor filma. Najvažniji filmovi tog desetljeća su Zvjezdani Ratovi: Epizoda V Imperij Uzvraća Udarac (1980.), Irvina Kershnera, Pobješnjeli Max 2: Cestovni ratnik (1981.), Georgea Millera, Istrebljivač (1982.), Ridleyja Scotta, E.T. (1982.), Stevena Spielberga, Stvor (1982.), Johna Carpentera, Zvjezdane staze 2: Khanov bijes (1982.), Roberta Wisea Zvjezdani Ratovi: Epizoda VI Povratak Jedija (1983.), Richarda Marquanda, Terminator (1984.), Jamesa Camerona, Povratak u budućnost (1985.), Roberta Zemeckisa, Aliens (1986.), Jamesa Camerona, Muha (1986.), Davida Cronenberga, Predator (1987.), Johna McTiernana,  Bezdan (1989.), Jamesa Camerona i Povratak u budućnost 2 (1989.), Roberta Zemeckisa.
Pored razvoja elektronike, tijekom 1990-ih razvija se i računalna tehnologija, koja je omogućila uporabu dotad neviđenih efekata na filmu i dala mnogo više prostora i mogućnosti za stvaranje izvanrednih fantastičnih svjetova i bića na filmu. Također, na ZF film je znatno utjecala i pojava te široko korištenje interneta. Neki od najvažnijih predstavnika žanra u tom desetljeću su filmovi Predator 2 (1990.), Stephena Hopkinsa, Povratak u budućnost 3 (1990.), Roberta Zemeckisa, Alien 3 (1992.), Davida Finchera Jurski park (1993.), Stevena Spielberga, Vodeni svijet (1995.), Kevina Reynoldsa, Johnny Mnemonic (1995.), Roberta Longa, Dan nezavisnosti (1996.), Rolanda Emmericha, Kontakt (1997.), Roberta Zemeckisa, Peti element (1997.), Luca Bessona, Ljudi u crnom (1997.), Barryja Sonnenfelda, Poštar (1997.), Kevina Costnera, Armageddon (1998.), Michaela Bayja i Matrix (1999.), Lane i Lilly Wachowski.
U 2000-ima dominiraju ZF filmovi čija je radnja smještena na Zemlji i rjeđe se pojavljuju svemirske teme. Među filmovima ove dekade ističu se Umjetna inteligencija (2001.), Specijalni izvještaj (2002.), Stevena Spielberga, [[Matrix: Revolucija]] (2003.), Lane i Lilly Wachowski, Ja, robot (2004.), Alexa Proyasa, Dan poslije sutra (2005.), Rolanda Emmericha, Rat svjetova (2005.), Stevena Spielberga, Ja sam legenda (2007.), Francis Lawrence, Cloverfield (2008.), Matta Reevesa,  Avatar (2009.), Jamesa Camerona, Zvjezdane staze (2009.), J. J. Abramsa.
Najistaknutiji filmovi 2010-ih su Početak (2010.), Christophera Nolana, Vrijeme je novac, Andrewa Niccola, Prometej (2012.), Ridleyja Scotta, Zaborav (2013.), Gravitacija (2013.), Alfonsa Cuaróna, Interstellar (2014.), Christophera Nolana, Labirint: Nemogući bijeg (2014.), Wesa Balla, Lucy (2014.), Luca Bessona, Ex Machina (2015.), Alexa Garlanda, Jupiter u usponu (2015.), Lane i Andyja Wachowskog, Marsovac (2015.), Ridleyja Scotta, Geostorm (2017.), Deana Devlina itd.